# HL-2M

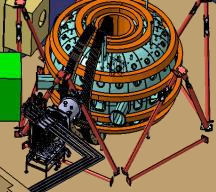
Dessin représentant le HL-2M

Le tokamak HL-2M, basé à Chengdu, dans la province du Sichuan, en Chine, également appelé «soleil artificiel», est un réacteur de fusion nucléaire.

## Détails techniques
Il devrait opérer avec des plasmas d'une temperature supérieure à 150 millions de degrés. 

## Historique
Il a été en développement depuis 2006. Son prédécesseur est le HL-2A.
Il est entré en opération pour la première fois en décembre 2020.

## Voir également
- ITER
- EAST, situé dans le Hefei en Chine